# Gerhard Neiber
Gerhard Neiber (ur. 20 kwietnia 1929 w Nowym Jiczynie, zm. 13 lutego 2008) – niemiecki generał porucznik, zastępca ministra bezpieczeństwa państwowego NRD (1980–1989).
Po ukończeniu szkoły średniej pracował na wsi, 1948 wstąpił do wschodnioniemieckiej policji w Erfurcie, później pracował w pogranicznej komendanturze w Gudersleben, a od 1949 w Stasi. Od 1950 funkcjonariusz rejonowego oddziału Ministerstwa Bezpieczeństwa Państwowego NRD w Weimarze (Turyngia), od 1952 w wydziale kultury politycznej Okręgowego Zarządu Stasi w Erfurcie, od 1952 pracownik Okręgowego Zarządu Stasi w Schwerinie, zastępca szefa wydziału kultury politycznej, a od 1954 szef Wydziału II (Kontrwywiadowczego). W latach 1955–1959 zastępca szefa Okręgowego Zarządu Stasi w Schwerinie, 1959–1960 zastępca szefa Okręgowego Zarządu Stasi we Frankfurcie nad Odrą, od 1960 do 16 lutego 1979 szef Okręgowego Zarządu Stasi we Frankfurcie nad Odrą, 1960–1965 zaocznie studiował w Wyższej Szkole Prawniczej MBP NRD, od 1970 doktor nauk prawnych, w lutym 1970 mianowany generałem majorem. Od 9 stycznia 1980 do listopada 1989 zastępca ministra bezpieczeństwa państwowego NRD, w październiku 1982 otrzymał stopień generała porucznika, w listopadzie-grudniu 1989 szef Resortu Bezpieczeństwa Narodowego NRD, 1990 zwolniony. Odznaczony Orderem Zasług dla Ojczyzny w Złocie (1988). 18 maja 1993 aresztowany, w styczniu 1994 zwolniony.